# 女则
《女则》一书为唐太宗的皇后长孙氏所著。相传长孙皇后是在病中著《女则》十卷，书中内容是采集古代女子卓著的事迹汇聚在一起，以告诫自己所用。
但据《资治通鉴》的《唐纪》十中所记載，《女则》共为三十卷，原文为：“后尝采自古妇人得失事，为《女则》三十卷”。《资治通鉴》《唐纪》十也记载了李世民对《女则》一书的评价：“皇后此书，足以垂范百世！朕非不知天命而为无益之悲，但入宫不复闻规谏之言，失一良佐，故不能忘怀耳！”